# Around the Sun
Around the Sun è il tredicesimo album della rock band statunitense dei R.E.M., pubblicato nel 2004.

## Descrizione
Il primo singolo estratto da Around the Sun è Leaving New York, dove Michael Stipe parla del suo amore per New York. Il disco contiene anche i brani Boy in the Well, The Worst Joke Ever, The Outsiders (cantata in duetto col rapper Q-Tip), The Final Straw, già pubblicata su internet nel 2003 per protestare contro l'attacco americano all'Iraq.

## Tracce
1. Leaving New York – 4:49
2. Electron Blue – 4:12
3. The Outsiders (feat. Q-Tip) – 4:14
4. Make It All Okay – 3:43
5. Final Straw – 4:06
6. I Wanted to Be Wrong – 4:34
7. Wanderlust – 3:04
8. Boy in the Well – 5:22
9. Aftermath – 3:52
10. High Speed Train – 5:03
11. The Worst Joke Ever – 3:37
12. The Ascent of Man – 4:07
13. Around the Sun – 4:29

## Formazione
- Michael Stipe – voce
- Peter Buck – chitarra
- Mike Mills – basso, tastiera, cori

Altri musicisti
- Jamie Candiloro – pianoforte, tastiere, chitarre, basso, organo Hammond, synth, batteria, cori
- Scott McCaughey – chitarra
- Bill Rieflin – batteria, percussioni
- Hahn Rowe – violino, chitarra, basso, synth, viola
- Ken Stringfellow – tastiere

## Classifiche
| Classifica (2004) | Posizione massima |
| ----------------- | ----------------- |
| Australia         | 6                 |
| Austria           | 1                 |
| Belgio (Fiandre)  | 5                 |
| Belgio (Vallonia) | 5                 |
| Canada            | 7                 |
| Danimarca         | 2                 |
| Europa            | 1                 |
| Finlandia         | 3                 |
| Francia           | 9                 |
| Germania          | 1                 |
| Italia            | 1                 |
| Norvegia          | 1                 |
| Nuova Zelanda     | 12                |
| Paesi Bassi       | 7                 |
| Polonia           | 9                 |
| Portogallo        | 11                |
| Regno Unito       | 1                 |
| Spagna            | 7                 |
| Stati Uniti       | 13                |
| Svezia            | 1                 |
| Svizzera          | 1                 |